# جورج إيوستس باين
جورج إيوستس باين هو سياسي أمريكي، ولد في 27 أغسطس 1920 في آيسلب في الولايات المتحدة، وتوفي في 23 سبتمبر 1991. نشط حزبياً في الحزب الجمهوري. وقد انتخب عضو مجلس ولاية نيويورك ‏.